# Horst Bechstedt
Horst Bechstedt (* 30. April 1928) war Fußballspieler in Weißenfels. Dort spielte er für den SC Fortschritt in der DDR-Oberliga, der höchsten Spielklasse des DDR-Fußball-Verbandes.
Der 26-jährige Bechstedt war in der Saison 1954/55 Mittelfeldregisseur der Mannschaft des SC Fortschritt Weißenfels, die den Aufstieg in die DDR-Oberliga schaffte. Er bildete zusammen mit Heinz Harnisch die Mittelfeldachse und spielte in der Regel auf der rechten Seite. Diese Position behielt er auch zunächst in der Oberliga bei und konnte dort auch seinen Status als Stammspieler verteidigen. Allerdings musste er 1956 die ersten sieben Punktspiele aussetzen. Als sein Mittelfeldpartner Harnisch im Laufe der Spielzeit 1957 ausschied, versetzte Trainer Worbs Bechstedt auf die linke Mittelfeldposition, in dieser Saison fehlte er nur bei drei Punktspielen. Seine letzte Oberligasaison bestritt Bechstedt 1959. 31-jährig wurde er bis zum 14. Spieltag in allen Begegnungen nach wie vor im linken Mittelfeld eingesetzt. Am 15. Spieltag bestritt er in der Begegnung SC Turbine Erfurt – SC Fortschritt Weißenfels (0:0) am 9. August sein letztes Oberligaspiel und wurde im Laufe des Spiels ausgewechselt. Innerhalb von vier Oberligaspielzeiten war Bechstedt in 76 Spielen eingesetzt worden und hatte drei Tore erzielt.